# Pangrapta saucia
Pangrapta saucia är en fjärilsart som beskrevs av John Henry Leech 1900. Pangrapta saucia ingår i släktet Pangrapta och familjen nattflyn. Inga underarter finns listade i Catalogue of Life.